# Palacio de Valle
Palacio de Valle (też Palacio del Valle, Pałac de Valle) – historyczna willa/pałac w mieście Cienfuegos na Kubie, w dzielnicy Punta Gorda, u południowego krańca Paseo del Prado. Budynek został zaprojektowany przez architekta Paula Donato Carbonell Cienfuegos, a jego budowę prowadził włoski inżynier Alfredo Colli Fanconetti. Willę wznoszono w latach 1913–1917. Jeden z symboli Cienfuegos i Kuby.

## Architektura
Willę wzniesiono w stylu eklektycznym, m.in. przypominającym architekturę Maurów, styl gotycko-romański i empire. Centralny hol jest w stylu gotycko-romańskim, jadalnia w stylu mauretańskim, sala muzyczna w stylu Ludwika XVI, natomiast inne pomieszczenia w stylu empire. Na drugim piętrze dominuje styl wenecki, a niektóre z ośmiu pokoi mają dostęp na kilka loggi i balkonów. Na dachu budynku znajduje się przestronny taras i bar.

### Symbole
Palacio de Valle jest pełen symboliki. Wejścia do budynku strzegą dwa sfinksy z głową i piersią kobiety, a ciałem i łapami lwa.
Na budynek składają się cztery wieże:
- w stylu gotycko-romańskim symbolizująca siłę[5], życie[4],
- w stylu indyjskim, przypominająca mauzoleum Tadź Mahal w Agrze – symbolizuje miłość,
- w stylu neo-mauretańskim, podobna do minaretu – symbolizuje religię,
- znajdująca się z tyłu budynku wieża na planie kwadratu[4].

Między przednią i tylną częścią budowli znajdują się również dwie małe wieżyczki.

## Historia
Pierwotnym właścicielem willi był kupiec Celestino Caces, lecz częściowo rozpoczęta budowa została sprzedana jednej z najbogatszych osób na wyspie – potentatowi cukrowemu Don Acisclo'wi del Valle y Blanco, od którego pochodzi obecna nazwa willi, który za 1,5 miliona pesos ukończył budowę obiektu. Przy jego budowie pracowali nie tylko wykwalifikowani miejscowi rzemieślnicy ale również z Francji, Włoch i Maroka. Marmur, alabaster, brąz, szkło czy ceramikę przywieziono z Włoch, Hiszpanii i Stanów Zjednoczonych. Najcenniejsze gatunki drewna pochodziły z miejscowych lasów. Acisclo mieszkał w willi tylko przez 2 lata, do roku 1919, gdy w wieku 54 lat zmarł. Popiersie del Valle znajduje się przy schodach prowadzących do budynku.
W latach 50. XX wieku fundusz inwestycyjny wykupił grunt, na którym znajduje się pałac, z zamiarem przekształcenia go w kasyno, ale zwycięstwo rewolucji uniemożliwiło realizację tych planów.
Palacio de Valle jako zabytek podlega ochronie prawnej od 1990 roku. W późniejszych latach ministerstwo turystyki sfinansowało renowację obiektu, a w 2000 r. budowlę uznano za zabytek klasy państwowej.
Współcześnie w budynku znajduje się ekskluzywny hotel i restauracja z owocami morza, a z baru na dachu roztacza się panorama na Zatokę Cienfuegos.

W 2001 r. Palacio de Valle został przedstawiony jako siedziba dyktatora w komputerowej grze wideo „Tropico”.